# Ловетт (порноактриса)
Ловетт (англ. Lovette, настоящее имя Рене М. Пейдл (англ. Renee M. Paidle); 27 января 1973, Саут-Бенд, Индиана) — американская порноактриса, эротическая модель и стриптизёрша.

## Биография
Родилась 27 января 1973 года в Саут-Бенд, штат Индиана. 
После 2003 года закончила карьеру в порно, однако работала как фотомодель для собственного веб-сайта. Также работала в ночных клубах как стриптизерша.
Замужем, имеет двоих детей. В период обучения в высшей школе танцевала в чирлидерской команде. После окончания школы поступила в колледж, однако решила стать танцовщицей. Как танцовщица имела достаточно успешную карьеру и гастролировала по США.
В 1995 году начала карьеру в порноиндустрии, куда её привел в возрасте 22 лет Дик Насти, дебютировав в фильме «Interview: Doin the Butt» того же года. Снималась в жанре жесткого порно, стала известной благодаря сценам анального секса и двойного проникновения.

## Избранная фильмография
| Название                  | Студия                   | Год  |
| ------------------------- | ------------------------ | ---- |
| Gregory Dark's Sex Freaks | Evil Angel               | 1995 |
| Anal Webb                 | Zane Entertainment Group | 1995 |
| Nasty Nymphos 9           | Anabolic Video           | 1995 |
| Max 8: The Fugitive       | Frontier Media           | 1995 |
| Mellon Man 7              | Avica Entertainment      | 1996 |
| Pure                      | Wicked Pictures          | 1996 |
| Sex Patrol                | Ultimate Video           | 1997 |

## Награды и номинации
| Год  | Премия      | Номинация                                                                                      | Фильм                     | Результат |
| ---- | ----------- | ---------------------------------------------------------------------------------------------- | ------------------------- | --------- |
| 1996 | AVN Awards  | Лучшая новая старлетка                                                                         | —                         | Номинация |
| 1997 | AVN Awards  | Лучшая актриса второго плана — фильм                                                           | Gregory Dark's Sex Freaks | Номинация |
| 1997 | AVN Awards  | Лучшая сцена анального секса — фильм (с Джоном Декером, Майклом Дж. Коксом, Ником Истом и др.) | Gregory Dark's Sex Freaks | Победа    |
| 1997 | XRCO Award  | Лучшая (парная) сцена с мужчиной и женщиной (с Максом Хардкором)                               | Max 8: The Fugitive       | Победа    |
| 1997 | NMAE Awards | Лучшая старлетка (выбор поклонников)                                                           | —                         | Победа    |